# Betty Irena Fröhlichová
Betty Irena Fröhlichová (provdaná Wardenová, podruhé provdaná Pátečková, po změně Patta, potřetí provdaná Wardenová, 23. dubna 1917 Zábřeh – 24. ledna 2006 Toronto) byla československá občanka německo-židovské národnosti a příslušnice Ženských pomocných leteckých sborů v období druhé světové války.

## Život

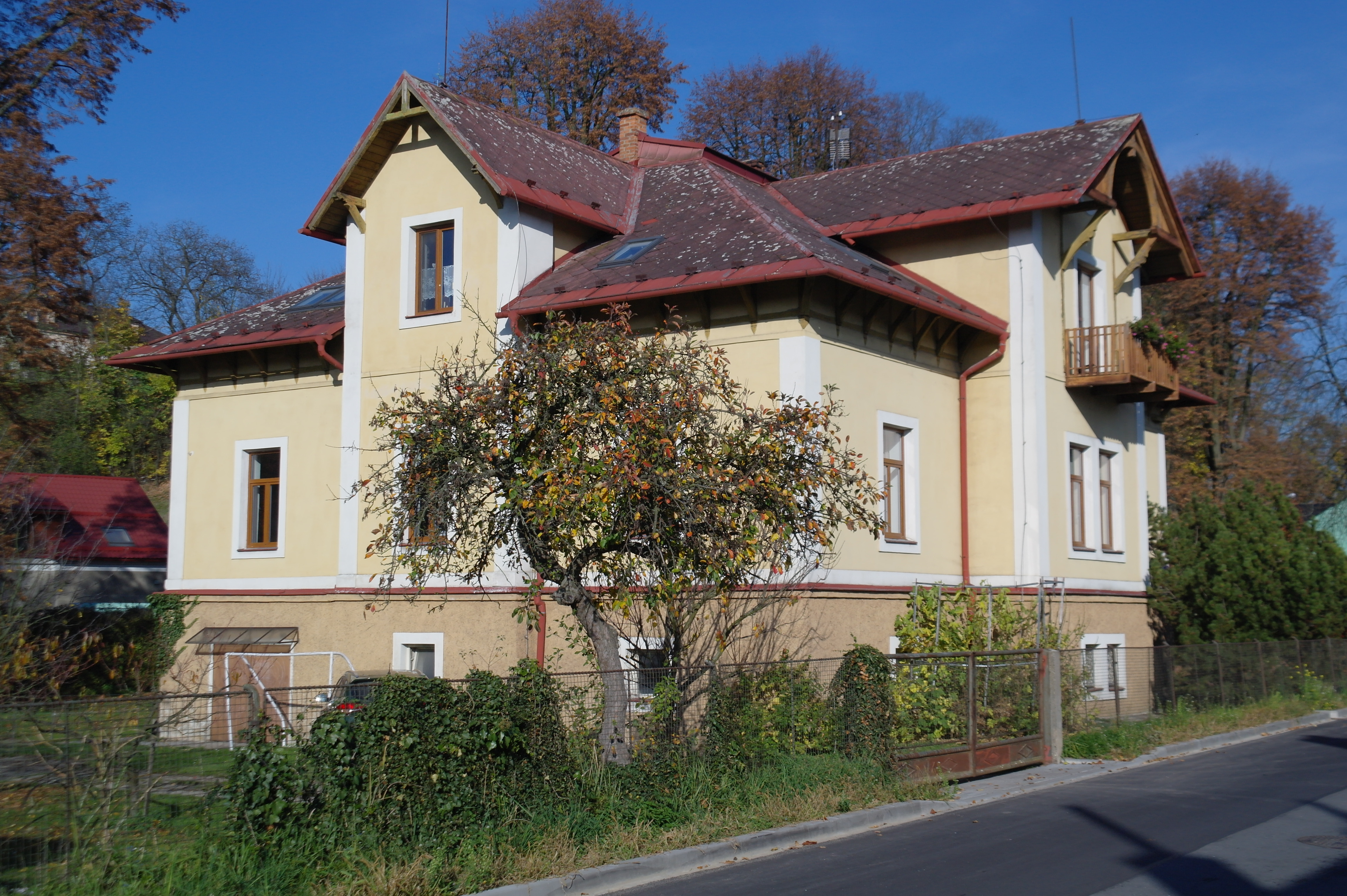
Fröhlichova vila v Zábřehu

### Před druhou světovou válkou
Betty Irena Fröhlichová se narodila 23. dubna 1917 v Zábřehu jako nejmladší dítě v německo-židovské rodině majitele potravinářské firmy Julia Fröhlicha a Bronislawy, rozené Dattnerové. Vychodila německou obecnou školu a poté vystudovala gymnázium v rodném Zábřehu. Odmaturovala v roce 1936 a poté začala studovat v Paříži.

### Druhá světová válka
Na podzim 1938 obsadilo nacistické Německo československé pohraničí včetně jejího rodného Zábřehu. Betty Irena Fröhlichová pochopila, že se nemá kam vrátit, ale také že nemá jak legálně opustit Francii. Formálně se vdala za britského studenta Franka Wardena a jako jeho manželka mohla vycestovat do Spojeného království. Během bitvy o Británii se přihlásila k Ženským pomocným leteckým sborům a díky rodné znalosti němčiny poté prováděla odposlechy konverzace německých pilotů. Následně si zažádala o přeložení k československým jednotkám, žádosti bylo vyhověno v roce 1943, kdy byla zařazena k 310. československé stíhací peruti. Zde se sblížila s mechanikem šrtm. Aloisem Pátečkem, se kterým otěhotněla a za kterého se v lednu 1945 provdala.

### Po druhé světové válce
Po skončení druhé světové války následovala Betty Irena Pátečková svého manžela zpět do Československa, v roce 1946 ale opět oba odešli do Spojeného království. V září 1948 se přestěhovali do Toronta. Z důvodu složitosti českého příjmení si jej změnili na Patta. Pracovala jako účetní. Po smrti manžela v roce 1959 se znovu provdala za přítele z mládí Franka Wardena. Byla členkou několika občanských spolků a prezidentkou North Toronto Business and Professional Women’s Clubu. Ve svých 81 letech promovala na York University. Zemřela 24. ledna 2006 v torontské centrální nemocnici.